# Vicent Gómez Plasent

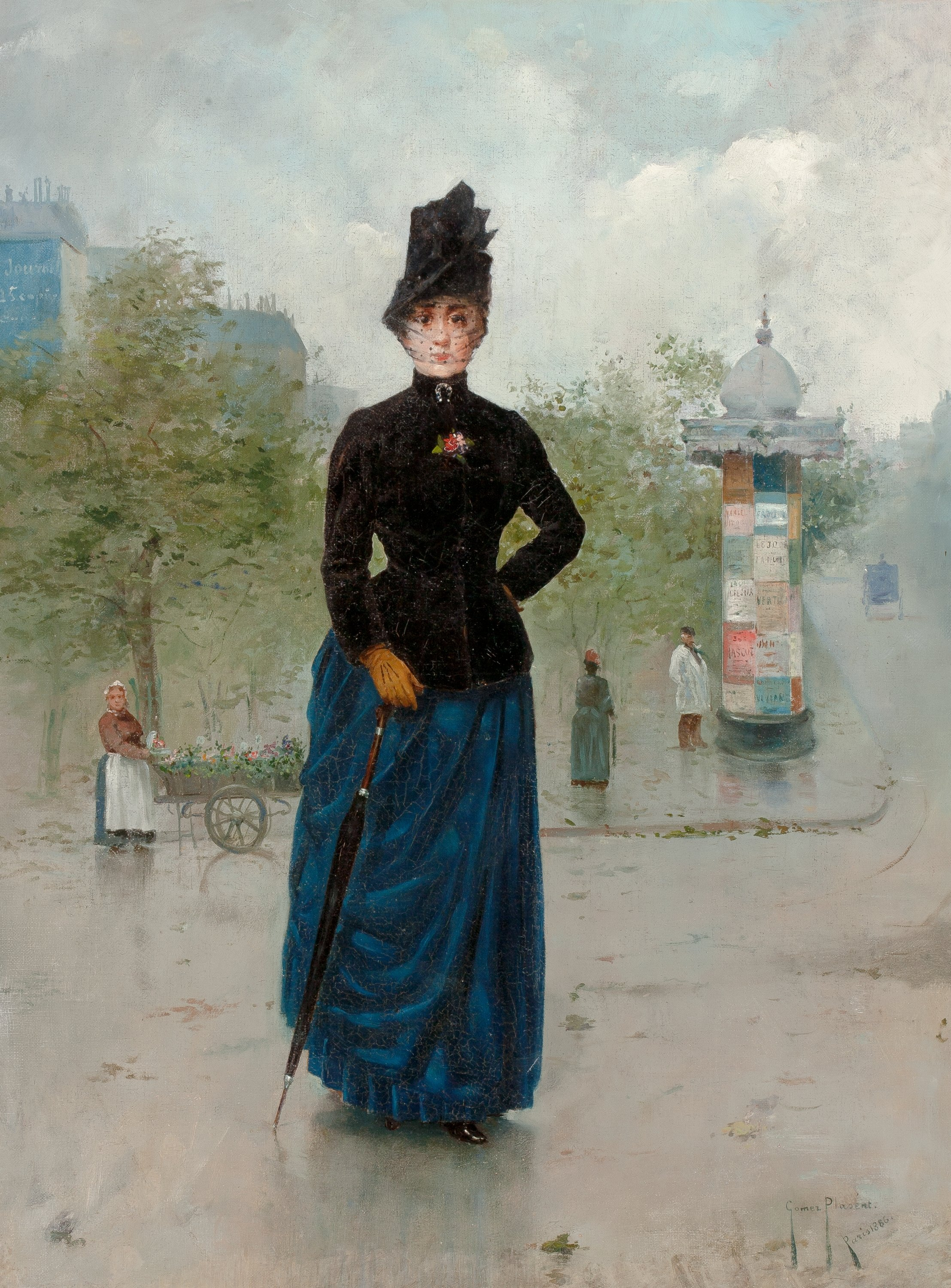
La Parisienne (1886)

Vicent Gómez Plasent (València 1863 - ?) va ser un pintor valencià.
Vicent Gomez Plasent neix a València en 1863. Estudia art en la Reial Acadèmia de Belles Arts de Sant Ferran de Madrid, on és deixeble del pintor Casto Plasencia. En 1881 ja participa en una exposició d'aquarel·les organitzada pel Cercle de Belles Arts, participant també en exposicions de Belles arts de 1883 i 1884 a Madrid.
Posteriorment es trasllada a París, on gaudeix de la vida bohèmia i pinta diverses obres, com "La Parisienne" de 1886, seguint un estil impressionista. Allí participa en 1888 en el certamen del “Salon des Artistes français” a París, i exposa en el Palau de Belles Arts de Barcelona en 1888, en l'exposició universal de Barcelona. Més tard es trasllada a Buenos Aires, on exposa en 1897.